# Buffalo (Ohio)
Buffalo – jednostka osadnicza w Stanach Zjednoczonych, w stanie Ohio, w hrabstwie Guernsey.